# Zakhidenergo
Zakhidenergo est une entreprise publique ukrainienne d'énergie faisant partie de l'indice PFTS, principal indice de la bourse de Kiev. C'est une filiale de la Compagnie d'Énergie d'Ukraine.